# نهلة (فلم)
نهلة هو فيلم درامي جزائري صدرَ عام 1979 من إخراج فاروق بلوفة. شاركَ الفيلم في مهرجان موسكو السينمائي الدولي الحادي عشر وفازت خلالهُ الممثلة ياسمين بجائزة أفضل ممثلة.

## طاقم التمثيل
هذه قائمةٌ مُصغّرةٌ بأبرز الممثلين والممثلات الذين شاركوا في تصويرِ الفيلم:
- روجيه عساف في دور نصري
- ياسمين خلاط في دور نهلة
- لينا طبارة في دور مها
- فائق الحميسي في دور رؤوف